# レクゥイン (潜水艦)
|          |                                                                                      |
| 艦歴     |                                                                                      |
| 発注     | 1943年6月17日                                                                        |
| 起工     | 1944年8月24日                                                                        |
| 進水     | 1945年1月1日                                                                         |
| 就役     | 1945年4月28日                                                                        |
| 退役     | 1968年12月3日                                                                        |
| 除籍     | 1971年12月20日                                                                       |
| その後   | 博物艦船として公開                                                                   |
| 性能諸元 |                                                                                      |
| 排水量   | 1,570トン（水上） 2,414トン（水中）                                                  |
| 全長     | 311ft 8in                                                                            |
| 全幅     | 27ft 4in                                                                             |
| 吃水     | 15ft 3in                                                                             |
| 機関     | フェアバンクス＝モース 38D 8 1/8ディーゼルエンジン 4基 エリオット・モーター発電機2基 |
| 最大速   | 水上：20 ノット 水中：9 ノット                                                       |
| 航続距離 | 11,000カイリ（10ノット時） （19 km/h 時に 20,000 km）                                |
| 試験深度 | 400ft (120m)                                                                         |
| 巡航期間 | 潜航2ノット (4km/h) 時48時間、哨戒活動75 - 90日間                                    |
| 乗員     | 士官、兵員76名                                                                       |
| 兵装     | 5インチ砲2門 40mm対空砲2門 21インチ魚雷発射管10門                                    |

レクゥイン (USS Requin, SS-481) は、アメリカ海軍の潜水艦。テンチ級潜水艦の一隻。艦名はフランス語でサメ亜区に属する魚の総称を表す。

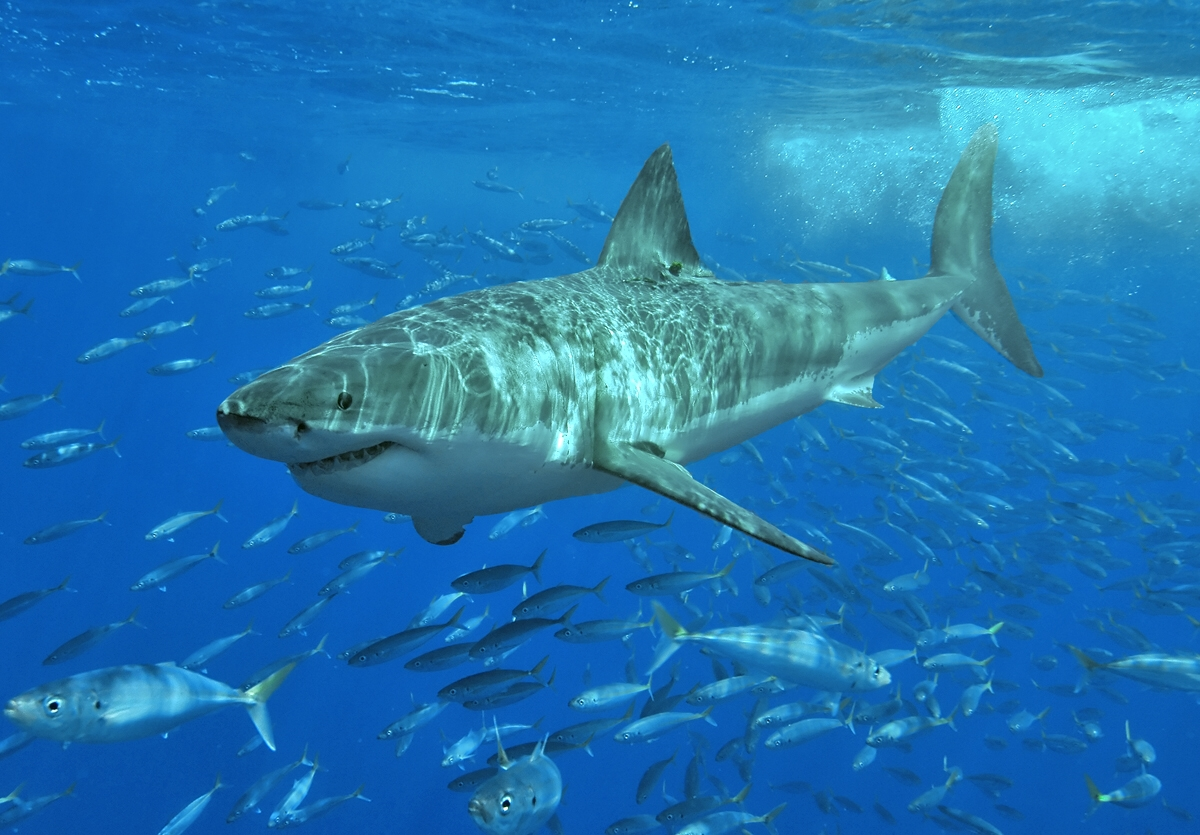
ホホジロザメ（Grand Requin blanc）

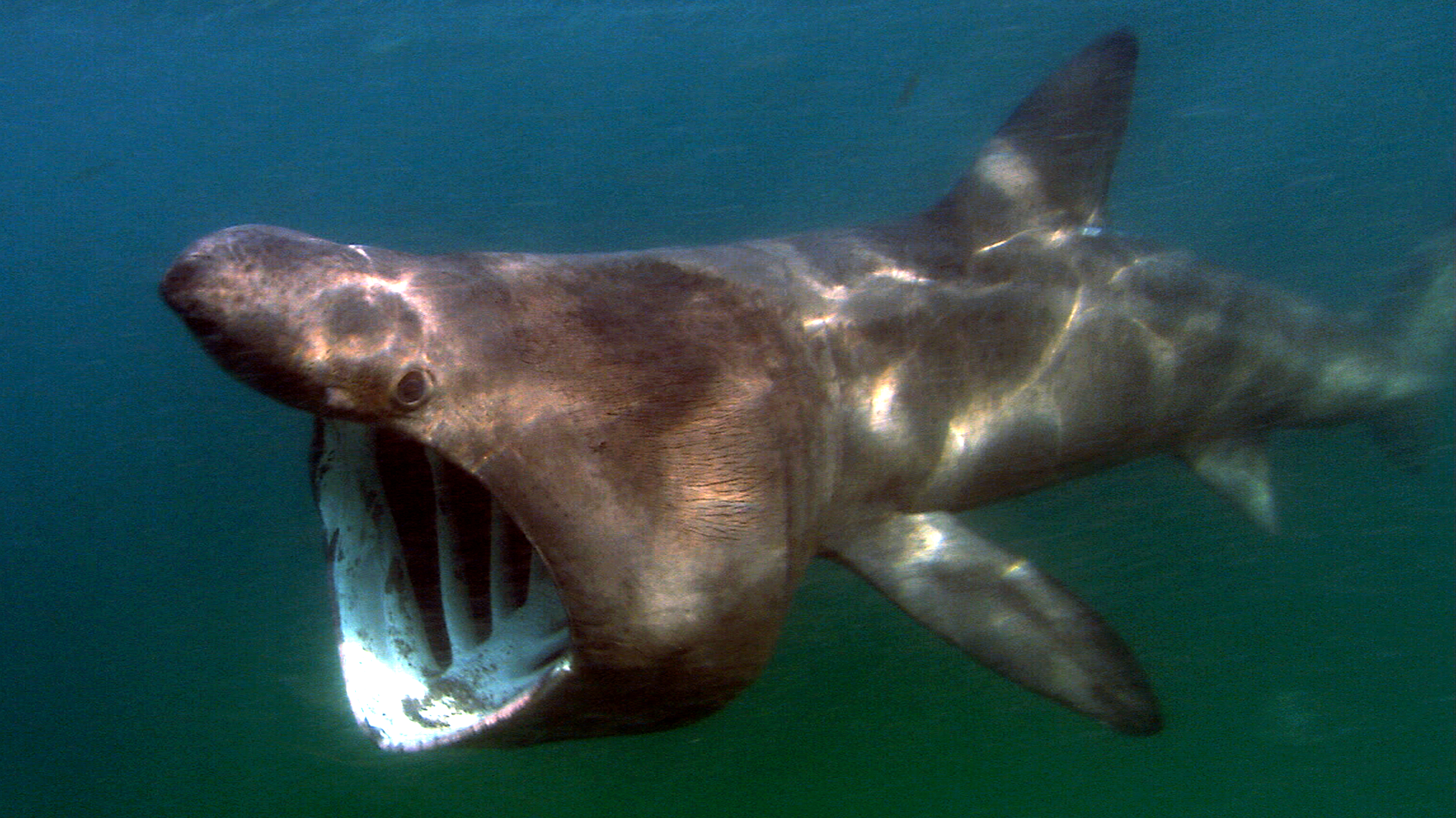
ウバザメ（Requin pelerin）

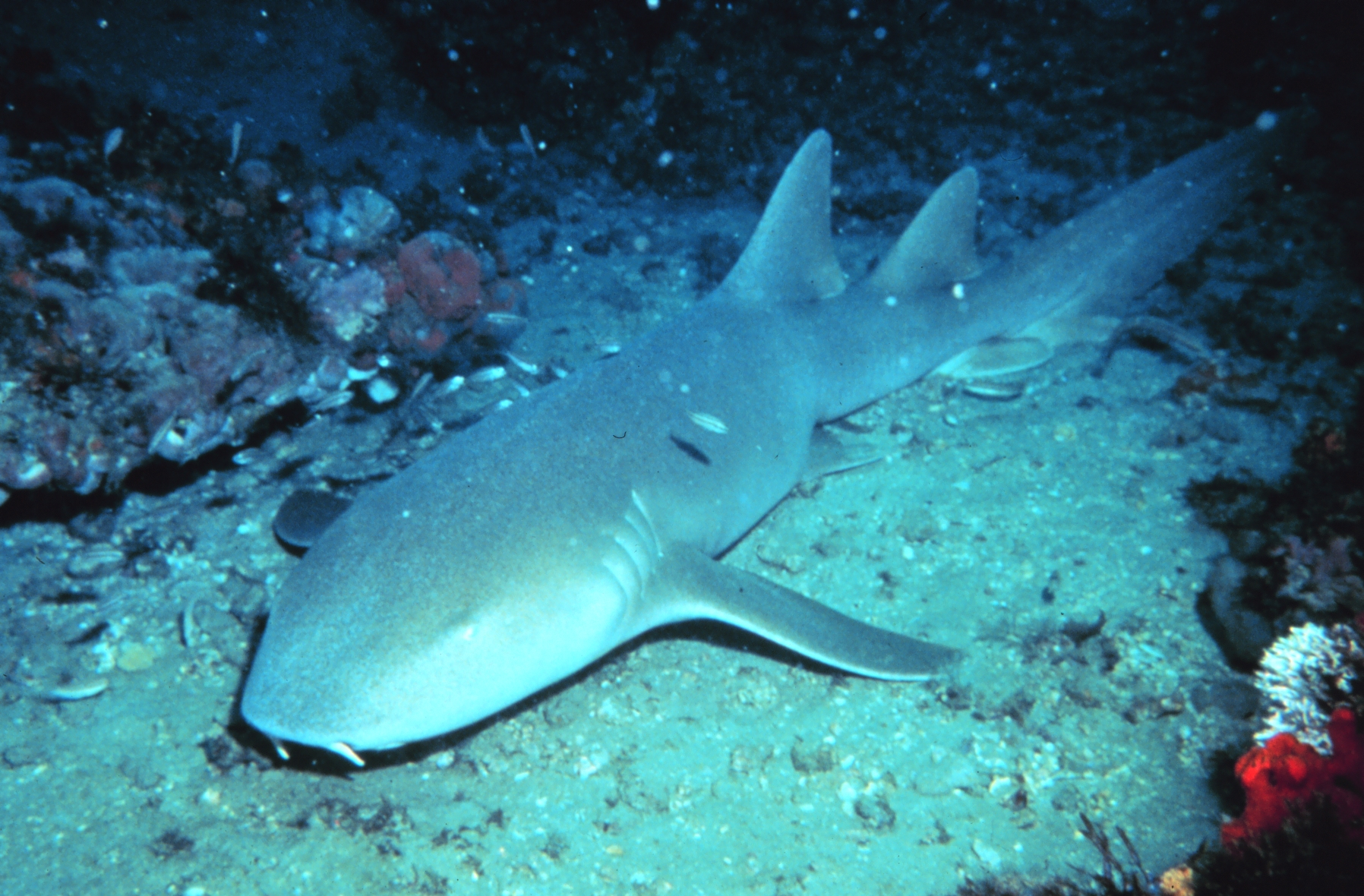
コモリザメ（Requin nourrice）

## 艦歴
レクゥインは1944年8月24日にメイン州キタリーのポーツマス海軍造船所で起工した。1945年1月1日に初代艦長カッター中佐夫人によって命名、進水し、1945年4月28日に艦長スレード・D・カッター中佐の指揮下就役する。
当初のレクゥインは通常の艦隊潜水艦の中で最も重武装が行われた艦であった。恐らくカッター中佐は潜水艦乗りの中で最も功績を挙げた人物の1人であったためと考えられる。レクゥインは5インチ艦砲が1門追加され、また24連装5インチロケットランチャー2基も装備された。これらの装備は日本の本州および九州に対する侵攻作戦であるダウンフォール作戦時、上陸支援のための艦砲射撃に使用される予定であった。
ニューイングランド沖での整調に続いて、レクゥインは1945年6月3日にポーツマスを出航しハワイに向かった。7月13日にパナマのバルボアで大西洋艦隊に合流し、月末に真珠湾に到着した。その2週間後、最初の哨戒への出航3日前に第二次世界大戦は終了し、レクゥインは大西洋へ呼び戻された。
9月18日にニューヨークのスタテンアイランドに到着、カッター艦長の言う「退屈な任務」であるソナー学校の訓練艦任務を始めた。1946年1月6日にフロリダ州キーウェストへ向けて出航し、同地で第4潜水戦隊に配属される。レクゥインは8月から11月までポーツマス海軍造船所でレーダー哨戒潜水艦への転換が行われた。後方の魚雷発射管4門は取り除かれ、5インチ艦砲2門および後部甲板の対空砲も同様に撤去された。前方魚雷発射管の内2門は使用不能とされ、搭載魚雷も10発のみと縮小された。また、艦長も1946年10月にジョージ・L・ストリート三世中佐が着任した。ストリート中佐は大戦中の功績で名誉勲章を受章していた。
レクゥインは転換作業が完了すると西大西洋での作戦活動を再開し、1947年の秋には北方へ移動、姉妹艦のスピナックス (USS Spinax, SS-489) と共に演習を行った。11月13日に北極圏を横断した。1948年1月20日に船体分類記号が SSR-481 （レーダー哨戒潜水艦）となり、レクゥインはポーツマス海軍造船所で MIGRAINE II レーダーピケット改修が行われた。作業完了後12月に出航、新型レーダー機材の公試後コネチカット州ニューロンドンに向かい、同地で第8潜水戦隊に合流した。
1949年5月、レクゥインは最初の第6艦隊配備に向かった。5月14日にジブラルタルに到着し、6月30日まで地中海で活動する。ニューロンドンに帰還直後、レクゥインはバージニア州ノーフォークに向かい、第6潜水戦隊に合流する。1950年の春まで西大西洋で活動し、その範囲はノバスコシア州から西インド諸島まで及んだ。同年夏はオーバーホールに費やされ、年末には再び第6艦隊配備の準備を行う。1951年1月中旬から5月中旬まで地中海で活動した後帰国し、東海岸およびカリブ海での任務を再開した。1952年8月にレクゥインは再びヨーロッパに向かった。9月にイギリスを訪問し、10月にはジブラルタル海峡を通過、第6艦隊の任務に当たった。
1953年には2度目の第6艦隊配備に入る。同年末にフィラデルフィア海軍造船所で近代化オーバーホールが行われ、この近代化で最後の対空砲が撤去された。1955年5月2日、レクゥインは5回目の地中海展開に向かった。7月末に任務を完了し、ノーフォークに帰還すると東海岸およびカリブ海での巡航を行い、1957年11月に再び第6艦隊との任務に就いた。
1959年6月から8月までサウスカロライナ州のチャールストン海軍工廠においてレクゥインは全てのレーダー設備が撤去され、船体が流線型化された。このフリート・シュノーケル改修に際して船体番号は8月15日に SS-481 へと再変更された。その後ノーフォークで再び第6潜水戦隊に加わり、通常の攻撃潜水艦としての任務に退役まで従事した。
レクゥインは東海岸およびカリブ海での沿岸活動を行った。1963年9月20日にレクゥインは5,000回目の潜航を達成した。1964年1月7日から5月まで第6艦隊と共に活動し、その後第2艦隊任務に1968年まで従事したが、任務は拡張配備のため2度中断された。1966年の秋に「UNITAS VII」作戦に参加し、レクゥインは南米の様々な港を訪問、各国海軍との共同演習を行った。
レクゥインの最後の第6艦隊配備は1967年4月4日から7月27日まで行われた。6月8日、第6艦隊との一連の演習を終えた直後にレクゥインは技術調査艦リバティー (USS Liberty, AGTR-5) が攻撃を受けたとの報せを受け取る。乗員はリバティー救護のための準備を始めたが、第6艦隊司令部から浮上してクレタ島へ向かう様命令を受けた。
1968年5月28日、退役前の最後の展開でレクゥインはノーフォークを出航、行方不明となった原子力潜水艦スコーピオン (USS Scorpion, SSN-589) の探索に参加した。1968年6月29日にレクゥインは AGSS-481 （実験潜水艦）へ艦種変更され、10月にノーフォークで不活性化が始められた。1968年12月3日にレクゥインは退役、1969年2月にフロリダ州セントピーターズバーグへ曳航され、海軍予備役兵の訓練艦とされた。1971年6月30日に IXSS-481 （雑役潜水艦）に艦種変更され、12月20日に除籍された。
1972年6月17日、レクゥインはフロリダ州タンパへ曳航され、観光名所として公開された。1986年まで公開されたものの、援助および資金不足のため公開は取りやめられ、4年間桟橋で放置された。
1990年2月21日、ジョン・ハインツ上院議員は上院議案 S.2151 を提出した。同議案はレクゥインをピッツバーグのカーネギー・サイエンス・センターで展示するというもので、レクゥインは5月24日にピッツバーグへの移動に備えた修理のためタンパ造船所へ牽引されドック入りした。8月7日にタンパのインターナショナル・シップ・リペア社を離れルイジアナ州バトンルージュへ牽引、同地で8月11日に艀の上に載せられ、ミシシッピ川およびオハイオ川を遡上してピッツバーグへ向かった。9月4日にレクゥインはカーネギー・サイエンス・センターに到着し、10月20日に記念物および博物館の展示品として公開された。